# Кристиан Гарин
Кристиан Гарин (на испански: Cristian Garín) е чилийски тенисист. 

## Биография
Кристиан Гарин е роден на 30 май 1996 г. в Сантяго де Чиле, Чили. Кристиан е син на Серхио Гарин и Клаудия Медоне, има по-малък брат Себастиан. Играе тенис от шестгодишна възраст. Любимата му настилка е клей, най-добрия му удар е форхенд. От 2016 г. той си сътрудничи с отбора, ръководен от Тони Надал, треньор и чичо на Рафаел Надал.[2]
На 26 ноември 2022 г. Гарин се жени за Мелани Голдбърг.

## Кариера
Кристиан Гарин достига  най-високо класиране, като номер 17 в света от Асоциацията на професионалистите в тениса (ATP) на сингъл, което за първи път постига на 13 септември 2021 г., и е настоящият номер 3 в Чили. Той има най-високо в кариерата си класиране на двойки, като номер 206 в света, постигнато на 10 май 2021 г.
Гарин става най-младият чилийски играч спечелил мач от ATP Тур, като побеждава Душан Лайович на 16 години и 8 месеца в първия кръг на VTR Open през 2013 г. Той е шампион на Откритото първенство на Франция за юноши през 2013 г., побеждава Александър Зверев на финала.
Гарин печели пет титли от ATP Тура, всичките на клей кортове. В началото на 2019 г. той постига първите си постоянни резултати, достига три финала в пет турнира. Печели третата си титла на Кордоба Оупън през 2000 г. Със спечелването на първата си титла от сериите 500 на Рио Оупън през 2000 г., Гарин става шестият чилиец, класиран в топ 20.

## Кариерна статистика

### ATP финали (5 титли; 6 финала)
|        | П–З | Година | Турнир                    | Клас      | Настилка | Опонент        | Резултат           |
| ------ | --- | ------ | ------------------------- | --------- | -------- | -------------- | ------------------ |
| Загуба | 0–1 | 2019   | Брасил Оупън              | 250 серии | Клей (з) | Гидо Пела      | 5–7, 3–6           |
| Победа | 1–1 | 2019   | Ю Ес Менс Клей Корт Чемпс | 250 серии | Клей     | Каспер Рууд    | 7–6(7–4), 4–6, 6–3 |
| Победа | 2–1 | 2019   | Баварски шампионат        | 250 серии | Клей     | Матео Беретини | 6–1, 3–6, 7–6(7–1) |
| Победа | 3–1 | 2020   | Кордоба Оупън             | 250 серии | Клей     | Диего Шварцман | 2–6, 6–4, 6–0      |
| Победа | 4–1 | 2020   | Рио Оупън                 | 500 серии | Клей     | Джанлука Магер | 7–6(7–3), 7–5      |
| Победа | 5–1 | 2021   | Чили Оупън                | 250 серии | Клей     | Факундо Багнис | 6–4, 6–7(3–7), 7–5 |